# Atree
Atree — рід паразитичних ос родини браконід (Braconidae). Включає 3 види. Поширені в Індії і Тайвані.

## Опис
Дрібні наїзники, близько 6 мм завдовжки. Нижньощелепні щупики 6-членикові, нижньогубні щупики складаються з 4 сегментів. Потиличний валик повний. Скапус короткий, широкий. Голова поперечна, тенторіальні ямки великі. Друга радіомедіальна жилка відсутня. Від інших родів триби Diospilini відрізняється такими ознаками: пронопе велика; медіальна борозна проплеври розширена, глибока, великозубчаста, серединні ламели порівняно широкі; кігтики лапок тонкі та збільшені, без базальної лопаті. Другий субмаргінальний осередок переднього крила більш менш паралельносторонній (таким чином, жилка 3-SR дорівнює жилці 2-М або довше); перший членик джгутика в 1,0-1,6 рази довше другого членика джгутика.

## Назва
Рід запропонований у 2022 році і названий на честь Тресту Ашоки з досліджень в галузі екології та навколишнього середовища (англ. Ashoka Trust For Research In Ecology And The Environment; ATREE), який у 2022 році відзначив 25-річний юбілей.

## Види
- Atree improcerus  (Chou & Hsu, 1998) (Тайвань)
- Atree validus  (Chou & Hsu, 1998) (Тайвань)
- Atree rajathae Ranjith, van Achterberg & Priyadarsanan, 2022  (Індія)